# Kloster Weichs

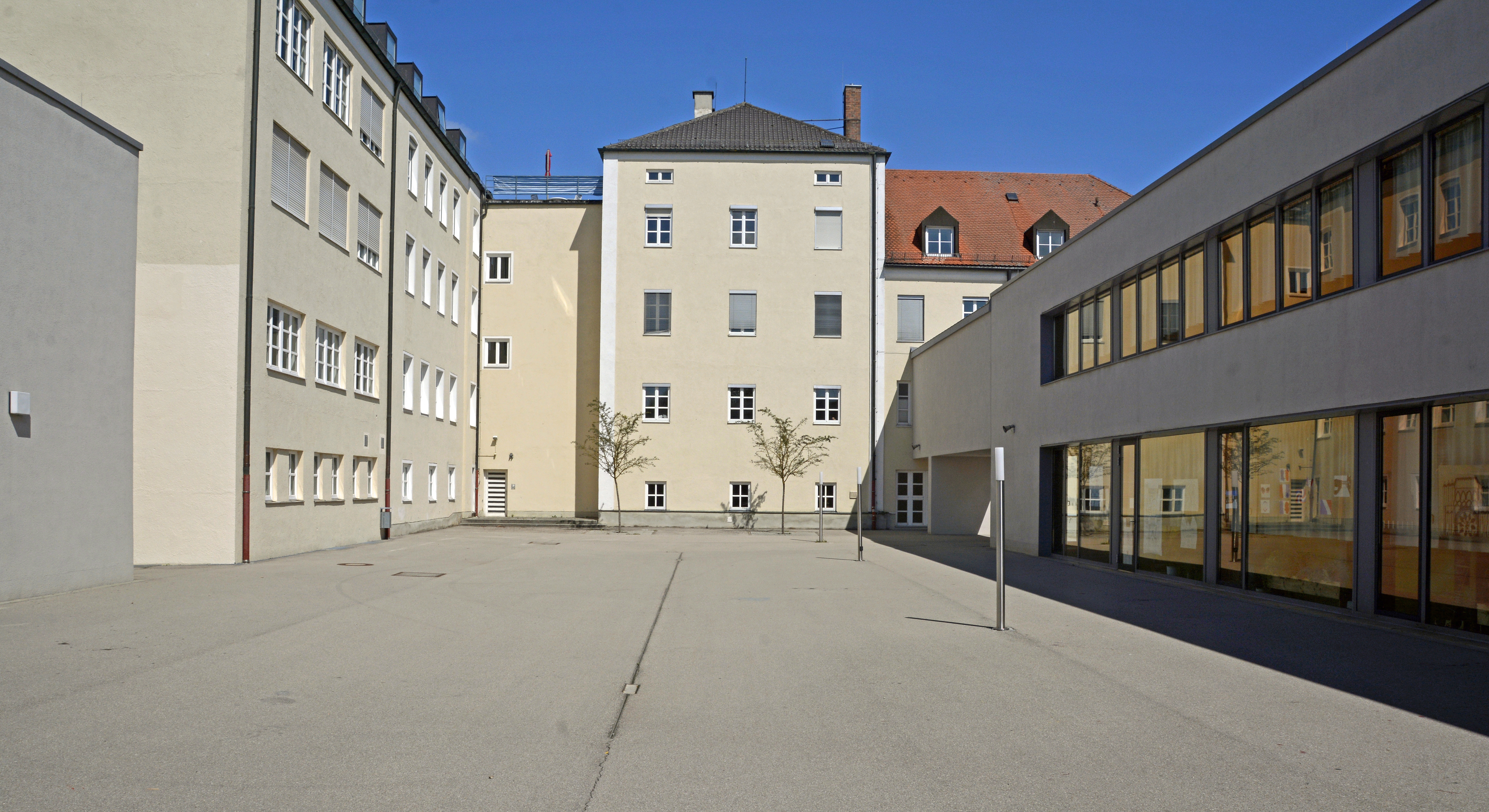
Die Schule (Innenhof, 2016)

Kloster Weichs ist der Standort der Theresia-Gerhardinger-Realschule in der Gemeinde Weichs im Landkreis Dachau im Bezirk Oberbayern (Bayern). Das 1854 gegründete Kloster war anfangs eine Einrichtung der Armen Schulschwestern von Unserer Lieben Frau zur Ausbildung von Lehrerinnen, die heutige Realschule wird vom Erzbistum München und Freising geführt.

## Geschichte
Im Jahr 1852/53 erwarb der Pädagoge Willibald Baustädter mit seinem Bruder, dem Weichser Pfarrer Georg Baustädter, das 1774 erbaute und jetzt verfallende Schloss der Freiherrn von Weichs und die dazugehörenden Ländereien. Er ließ das Schloss umbauen und übergab es den Armen Schulschwestern für die Gründung eines Klosters und einer Präparandinnenschule zur Ausbildung von jungen Ordensfrauen zu Lehrerinnen. 1854 wurde die ersten Lehrerinnenbildungsanstalt Bayerns am Kloster gegründet. Im Jahr 1938 verboten die Nationalsozialisten die Aufnahme von Schülerinnen, 1938 mussten die Schwestern Weichs verlassen. Anschließend belegte man das Kloster durch Flüchtlinge, SS-Truppen und zur
Kinderlandverschickung etc.
Ab 1946 wurde das Kloster – zunächst unter sehr schwierigen räumlichen Bedingungen und mit unzureichender Ausstattung – zur Oberschule für klösterliche Präparandinnen, die ab 1952 nach München-Au verlegt wurde. Stattdessen wurde die dreijährige Mittelschule für den Ordensnachwuchs von München nach Weichs verlegt. 1964 erweiterte man die Mittelschule von drei auf vier Jahre und benannte sie in „Realschule“ um, die später auch für externe Schülerinnen geöffnet wurde, die nicht im Internat wohnten. Ab 1999 führte man eine sechsstufigen Realschule ein.

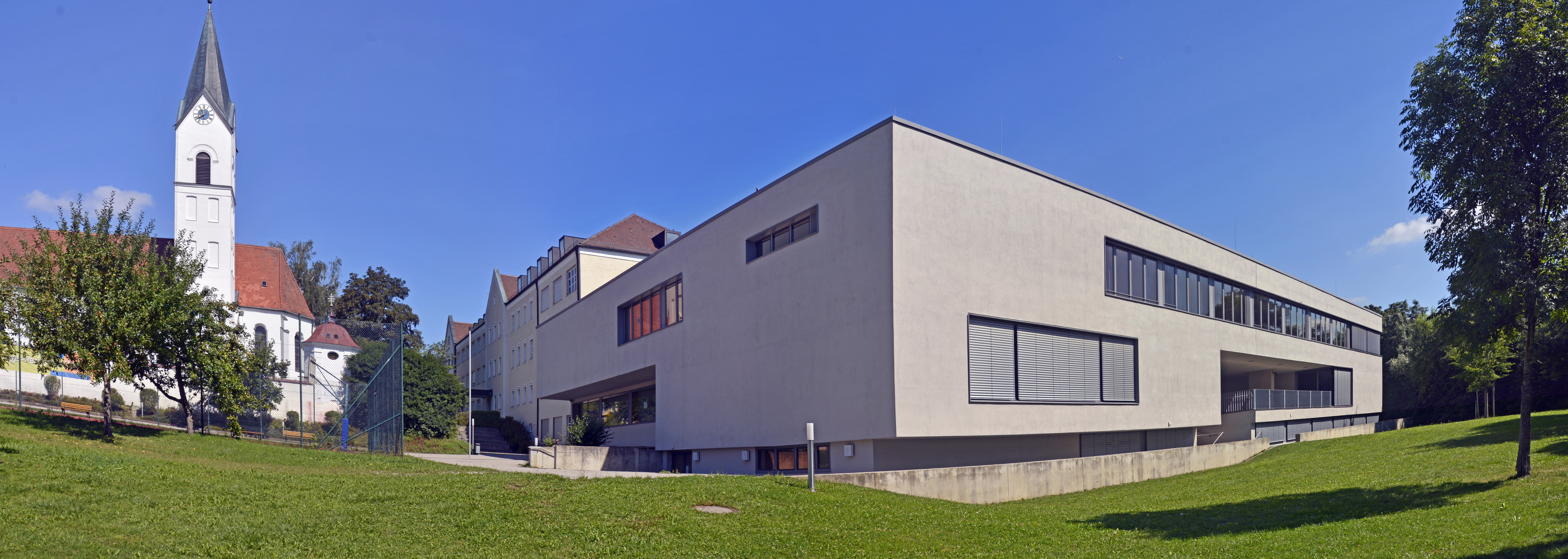
Neues Schulgebäude (2016)

Im Jahr 2003 wurde die Schule der Armen Schulschwestern in die Trägerschaft der Erzdiözese München und Freising übernommen und wird als Erzbischöfliche Theresia-Gerhardinger-Realschule Weichs geführt, benannt nach der Gründerin der Armen Schulschwestern, Schwester Theresia Gerhardinger. Ab 2004 wurden erstmals auch Jungen aufgenommen. Seit dem Schuljahr 2008/09 gibt es eine Schulleitung, die nicht dem Orden angehört. Im Schuljahr 2022/23 wurde die Realschule von 664 Schülerinnen und Schülern besucht, die von 48 hauptberuflichen Lehrkräften unterrichtet wurden.

## 7-Klöster-Weg
Das Kloster ist auch eine Station des 7-Klöster-Wegs, einem Radweg, der sieben bestehende oder ehemalige Klöstern im Dachauer- und Wittelsbacher Land miteinander verbindet. Die Klöster sollen durch diesen 100 km langen Radweg wieder ins Bewusstsein gerufen und erfahrbar werden. Die sieben Klöster sind: Kloster Schönbrunn in Röhrmoos, Kloster Weichs, Kloster Indersdorf, Kloster Petersberg, Kloster Altomünster, Kloster Maria Birnbaum in Sielenbach und Kloster Taxa bei Odelzhausen.